# KkStB-Tenderreihe 51
| ÖNWB XIVa / ÖNWB XIVb / kkStB 51 | ÖNWB XIVa / ÖNWB XIVb / kkStB 51 | ÖNWB XIVa / ÖNWB XIVb / kkStB 51 |
| -------------------------------- | -------------------------------- | -------------------------------- |
| kein Bild vorhanden              |                                  |                                  |
| Technische Daten                 |                                  |                                  |
|                                  | 51.01–10                         | 51.11–18                         |
| Anzahl der Achsen                | 3                                | 3                                |
| Baujahr                          | 1896–1903                        | 1896–1903                        |
| Stückzahl                        | 18                               | 18                               |
| Radstand                         | 3300 mm                          | 3300 mm                          |
| Laufrad-Ø                        | 995 mm                           | 995 mm                           |
| Wasser                           | 15,3 m³                          | 14,9 m³                          |
| Kohle                            | 7,0 m³                           | 7,0 m³                           |
| Leergewicht                      | 15,7 t                           | 16,8 t                           |
| Dienstgewicht                    | 37,5 t                           | 38,2 t                           |
| gekuppelt mit Lokomotiven        | 11                               | 11                               |

Die kkStB-Tenderreihe 51 war eine Schlepptenderreihe der kkStB, deren Tender ursprünglich von der Österreichischen Nordwestbahn (ÖNWB) stammten.
Die ÖNWB beschaffte diese Tender für ihre Lokomotiven der Reihe XIVa,b ab 1896.
Sie wurden von der Lokomotivfabrik der StEG geliefert.
Nach der Verstaatlichung der ÖNWB reihte die kkStB diese Tender als Reihe 51 ein und kuppelte sie weiterhin nur mit den angestammten Lokomotiven der ehemaligen Nordwestbahn.